# کولونیست (روزنامه نیوزیلندی)
کولونیست روزنامه‌ای بود که در نلسون نیوزلند بین سال‌های ۱۸۵۷ تا ۱۹۲۰م. منتشر شد.
آرشیو این روزنامه در حال حاضر از طریق کتابخانه ملی نیوزلند در دسترس عموم است